# Кандис Паркър
Ка̀ндис Нико̀л Па̀ркър (на английски: Candace Nicole Parker, [ˈkæn.dɪs nɪˈkoʊl ˈpɑɹkɚ]) е американска баскетболистка, смятана за една от най-успешните състезателки в историята на американския женски баскетбол.
Родена е на 19 април 1986 година в Сейнт Луис в афроамериканско семейство, което две години по-късно се премества в Нейпървил край Чикаго. Неин по-голям брат е баскетболистът Антъни Паркър. През 2008 година завършва Тенесийския университет, след което започва професионалната си кариера и през следващите години играе в отборите „Лос Анджелис Спаркс“ (2008 – 2020), „Чикаго Скай“ (2021 – 2022) и „Лас Вегас Ейсис“ (2023), като печели по една шампионска титла с всеки от тях – през 2016, 2021 и 2023 година. С националния отбор на Съединените щати е два пъти олимпийска шампионка – в Пекин (2008) и в Лондон (2012).